# Mauro Raphael
Mauro Raphael (Araraquara, 6 juni 1933 – São Paulo, 28 juni 1995) was een Braziliaans voetballer, beter bekend als Maurinho.  

## Biografie
Maurinho begon zijn carrière bij de kleinere clubs Paulista en Guarani en maakte in 1952 de overtap naar São Paulo, waar hij zeven jaar zou spelen aan de zijde van onder andere Gino Orlando. In 1953 en 1957 won hij met de club het Campeonato Paulista. In 1959 ging hij naar Fluminense en won daar het Campeonato Carioca mee en in 1960 het Torneio Rio-São Paulo. In 1961 trok hij naar het buitenland, naar Boca Juniors uit de Argentijnse hoofdstad, waarmee hij in 1962 de landstitel won. In 1963 beëindigde hij zijn carrière bij Vasco da Gama en Fluminense.
Van 1954 tot 1957 speelde hij voor de nationale ploeg. Hij debuteerde in een WK-kwalificatiewedstrijd op 21 maart 1954 in de 4-1 overwinning tegen Paraguay. Het was een succesvol debuut want hij scoorde het laatste doelpunt. Hij maakte deel uit van de selectie voor het WK 1954, maar was hier een reservespeler. Hij kwam enkel in actie in de verloren kwartfinale tegen Hongarije, een wedstrijd die de geschiedenis inging als de Slag van Bern.